# اوریون ۱۷
اوریون ۱۷ (به انگلیسی: Orion 17) نام فعلی یکی از پروژه‌های آیندهٔ ناسا برای سفر به کره ماه است.
اوریون ۱۷، برنامه‌ریزی شده که هفتمین سفر انسان‌ به ماه باشد. این اولین سفر به ماه بعد از مأموریت آپولو ۱۷ در سال ۱۹۷۲ خواهد بود.
هنوز محلی برای فرود ماه‌نشین اعلام نشده‌است، ولی این مکان با توجه به اعلام ناسا در ساختن یک پایگاه در ماه، احتمالاً در یکی از دو قطب کره ماه خواهد بود.
این مأموریت برای دسامبر ۲۰۱۹ برنامه‌ریزی شده بود!
ناسا روز سه شنبه 9november 2021 اعلام کرد که ماموریت فضايی جدید برای اعزام فضانوردان به کره ماه حداقل تا سال ۲۰۲۵ به تاخیر افتاده است.
.